# Three 'N One
Three 'N One was een Duitse tranceact van de producers Sharam Jey (Sharam Nickjey Khososi) en André Strässer. De act is het meest bekend van de track Reflect en hun remix van Cafe Del Mar van Energy 52.

## Biografie
Strässer en Jey begonnen halverwege de jaren negentig samen te werken. Jey was in de vroege jaren negentig actief geworden in de dancescene van Keulen. Onder een groot aantal namen brachten ze singles uit. Zo werden namen als Groove Park, Shandrew en Tranquillizer. In 1996 startten ze het project Three 'N One. De track Reflect werd in het voorjaar van 1997 een hit. Een nog grotere hit werd hun remix van Cafe Del Mar van Energy 52, een plaat die tot dan toe vrij onbekend was gebleven. In 1998 werd het album SoulFreak uitgebracht. Na 2000 stopten Strässer en Jey hun samenwerking. Sharam bleef actief. Hij bracht onder andere de albums 4 Da Loverz (2005) en In My Blood (2010) uit. Ook bezit hij sinds 2003 het label King Kong Records.

## Discografie

### Hitnoteringen
| Single met eventuele hitnotering(en) in de Nederlandse Top 40 | Datum van verschijnen | Datum van binnenkomst | Hoogste positie | Aantal weken | Opmerkingen |
| ------------------------------------------------------------- | --------------------- | --------------------- | --------------- | ------------ | ----------- |
| Reflect                                                       | 1996                  | 29-3-1997             | tip             | 4            |             |
| Café Del Mar (Three 'N One remix)                             | 1997                  | 19-7-1997             | 22              | 5            |             |

### Albums
- SoulFreak (1998)